# Hets Hatsafon
La  Hets Hatsafon (littéralement Flèche du Nord), est une course cycliste d'un jour qui se déroule au mois de mai ou juin en Israël.
L'épreuve fait partie du calendrier de l'UCI Europe Tour en catégorie 1.2 en 2016. Elle redevient une épreuve du calendrier national en 2017.

## Palmarès
| Année | Vainqueur         | Deuxième         | Troisième      |
| ----- | ----------------- | ---------------- | -------------- |
| 2011  | Ilan Kolton       | Ayal Rahat       | Yuval Dolin    |
| 2012  | Ayal Rahat        | Roy Goldstein    | Daniel Eliad   |
| 2013  | Guy Gabay         | Niv Libner       | Yaniv Levy     |
| 2014  | Dmytro Grabovskyy | Artem Topchanyuk | Niv Libner     |
| 2015  | Guy Sagiv         | Ben Einhorn      | Aviv Yechezkel |
| 2016  | Guy Gabay         | Emanuel Piaskowy | Marko Pavlič   |
| 2017  | Dor Dviri         | Eytan Levy       | Saar Hershler  |